# Maria Sągajłło
Maria Sągajłło (z domu Kucharska) (ur. 29 listopada 1890 w Beresku, zm. 21 stycznia 1971 w Londynie) – polska chemik.

## Życiorys
W 1905 ukończyła gimnazjum w Żytomierzu i wyjechała do Warszawy, gdzie przez cztery lata uczęszczała na Wyższe Kursy Pedagogiczne Jana Miłkowskiego. W 1909 rozpoczęła studia na Wydziale Chemicznym Uniwersytetu Kijowskiego, pięć lat później uzyskała stopień inżyniera summa cum laude. Po wybuchu I wojny światowej otrzymała pracę w laboratorium chemicznym w kijowskiej fabryce gazów bojowych, po dojściu do władzy bolszewików ukrywała się, w listopadzie 1919 wyjechała do Polski. Od stycznia 1920 przebywała w Warszawie, gdzie została wykładowcą w Wolnej Wszechnicy Polskiej. Po wybuchu wojny polsko-bolszewickiej wstąpiła do Armii Ochotniczej i z ramienia działu propagandy Generalnego Inspektoratu Armii Ochotniczej wyjechała na front, awansowała do stopnia porucznika. Od 1921 była eksperymentatorem w Wojskowym Instytucie Przeciwgazowym, równocześnie pracowała jako asystentka w dziale chemii ogólnej na Wydziale Matematyczno-Przyrodniczym Wolnej Wszechnicy Polskiej. W 1927 stanęła na czele działu gumowego Wojskowego Instytutu Przeciwgazowego, w 1928 przebywała w Waszyngtonie, gdzie odbywała staż w National Bureau of Standards. Od 1929 była wykładowczynią technologii kauczuku na Oddziale Broni Chemicznej, który istniał przy Sekcji Wojskowej Politechniki Warszawskiej. Należała do Polskiego Towarzystwa Chemicznego i Związku Inżynierów RP, gdzie wygłaszała referaty naukowe. Publikowała głównie na tematy związane z technologią gumy i kauczuku, prowadziła utajnione badania dla Ministerstwa Spraw Wojskowych, których wyniki zostały zniszczone po wybuchu II wojny światowej. We wrześniu 1939 razem z personelem naukowym została ewakuowana do Lwowa, skąd przez Węgry w 1940 przedostała się do Jugosławii, gdzie pracowała w Zakładach Wojskowych w Kruševacu. Zorganizowała tam pracownię badawczą nad gumą oraz skonstruowała i uruchomiła aparaturę doświadczalną pozwalającą na jej regenerację. Pod koniec 1940 przybyła do Mandatu Palestyny, zamieszkała w Jerozolimie i wykładała na polskich Wyższych Kursach Naukowych, wykładała technologię na Kursie Naukowym oraz wykłady i ćwiczenia z chemii na Kursie Ogrodniczo-Rolnym. W 1942 należała do organizatorów jerozolimskiego oddziału Polskiego Towarzystwa Przyrodników im. Kopernika, w latach 1944-1947 była jego przewodniczącą. W grudniu 1947 razem z ewakuowanymi wojskami alianckimi wyjechała do Wielkiej Brytanii, gdzie w kwietniu 1948 rozpoczęła prowadzenie wykładów z chemii nieorganicznej na Polish University College w Londynie. Ze względu na pogarszający się stan zdrowia w marcu 1949 zmuszona była przerwać pracę wykładowcy, należała do członków Wydziału Przyrodniczego Polskiego Towarzystwa Naukowego na Obczyźnie, Koła Przyrodników im. M. Kopernika w Londynie oraz Zrzeszenia Polskich Profesorów i Wykładowców Szkół Akademickich. Pod koniec życia w dużym stopniu utraciła zdolność widzenia, zmarła w Londynie, jej ciało spopielono w South London Crematorium.